# Eugen Doga
Eugen Doga, né le 1er mars 1937 dans le village de Mocra de l'arrondissement de Rîbnița de la RSSA moldave (alors en Union soviétique, aujourd'hui officiellement moldave et concrètement sous contrôle russe) et mort le 3 juin 2025 à Chișinău (Bessarabie, Moldavie), est un compositeur moldave, citoyen soviétique de sa naissance à 1991, auteur de la valse écrite pour le film Un accident de chasse d'Emil Loteanu (1978).
Eugen Doga est élu membre titulaire de l'Académie des sciences de Moldavie (1992).

## Biographie

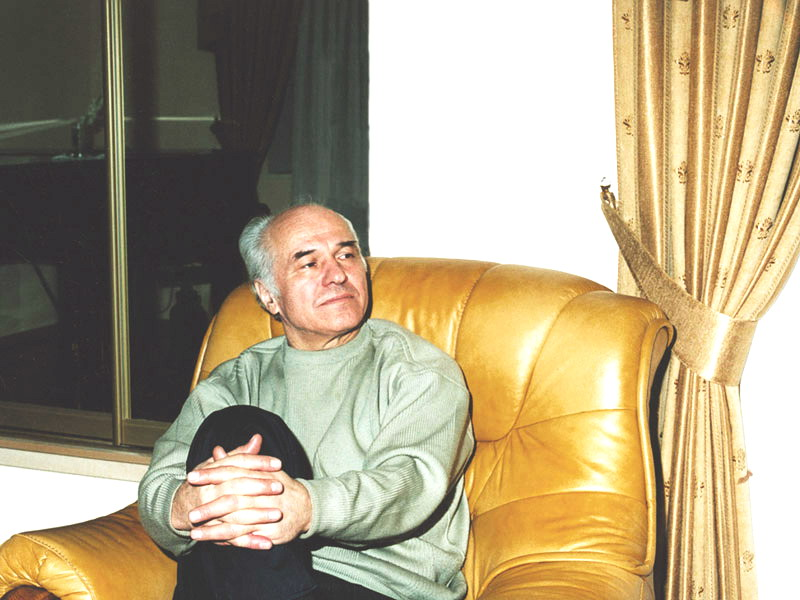
Eugen Doga en 2011.

Eugen Doga a étudié à l'École de musique Ștefan Neaga de Chișinău (1951-1955), puis au Conservatoire d'État de cette ville (1955-1960), dans la classe de violoncelle de G. Hochlov, puis à l'Institut des arts « Gavriil Muzicescu » à Chișinău (1960-1965) dans la classe de composition du professeur Solomon Lobel.
Il a commencé sa carrière de musicien en tant que violoncelliste dans l'orchestre du Comité d'État de la république socialiste soviétique moldave pour la télévision et la radio dès sa période estudiantine (1957-1962). Il a ensuite enseigné en tant que professeur à l'École de musique « Ștefan Neaga » de Chişinău (1962-1967) et a été membre du comité de rédaction et de répertoire du ministère de la Culture de la RSS moldave (1967-1972).
Le domaine dans lequel il s'est affirmé et qui lui a apporté la renommée internationale est l'art de la composition. Il débute en 1963 avec un quatuor à cordes, pour s'imposer ensuite par le biais de multiples vocations et de la disponibilité. Il est l'auteur d’œuvres de grande valeur dans le genre de musique d'estrade, de cinéma et pour la scène.
Il a à son actif plusieurs cantates, parmi lesquelles : Le Blanc Arc-en-ciel ; Le Printemps de l'humanité ; La Voix humaine, ainsi que des poèmes symphoniques, tels Le Cœur du siècle et La Mère. Il a composé une symphonie, des pièces instrumentales de chambre, des romances, le cycle pour l'orchestre du kiosque à musique Rythmes citadins, le cycle choral La Marche géante, quatre quatuors à cordes, des chansons d'estrade (Mes beaux vieux bois, Chanson sur ma ville, Je crois tes yeux, Fleur de l'amour, Aime, aime, J'ai rêvé de la pluie, etc.), chansons pour enfants (Hymne au soleil, Qu'il fasse toujours soleil, Père Noël. etc.)[réf. nécessaire]
Eugen Doga travaille aussi dans le domaine de la musique de film et est devenu l'un des plus grands compositeurs pour le cinéma et la télévision dans l'espace post-soviétique. Il fait ses débuts au studio de cinéma Moldova-film en 1967, avec la musique pour la comédie À la recherche d'un gardien de Gheorghe Vodă (en). Il a écrit la musique de plus de 200 films, parmi lesquels Mariage au palais (Vlad Ioviță, 1969), Seul devant l'amour (Gheorghe Vodă, 1969), Dix hivers pour un été (Valeriu Gagiu (en), 1969), Explosion à retardement (Valeriu Gagiu, 1970), Les Leoutars (Emil Loteanu, 1971), La Maison pour Séraphin (Iacob Burghiu (ro), 1973), Durée du jour (Valeriu Gagiu, 1974), Les Tsiganes montent au ciel (Emil Loteanu, 1976), Un accident de chasse (Emil Loteanu, 1978), Anna Pavlova (Emil Loteanu, 1983), Le Lit de Procust (Viorica Mesinã et Sergiu Prodan, 2000).
Il effectue une contribution importante à l'élaboration du film d'animation dans la république moldave avec la réalisation de la bande originale des films La Chèvre et ses trois chevreaux (Anton Mater, 1968), Maria Mirabela (ro) (Ion Popescu-Gopo, 1981), la série télévisée Guguță, etc. Il a écrit de la musique pour les spectacles : Radu Ștefan, Le Premier et le Dernier, Miorița, Quelle est belle la vie !, Les Oiseaux de notre jeunesse, La Sainte des Saintes, les ballets Lucifer et Venancia.
Pour exercer son métier, Eugen Doga a été membre du Parti communiste de l'Union soviétique à partir de 1976 mais il est allé plus loin : il a été député du peuple au Soviet suprême de la RSS de Moldavie, puis, grâce à la perestroïka, il a été élu député au premier parlement de la Moldavie indépendante.
Il a été aussi membre du Comité de direction de l'Union des compositeurs soviétiques et de l'Union des compositeurs de Moldavie, et vice-président de l'UCM. À la fin de l'année 2015, la rue piétonne « Alexandru Diordiţă » de Chișinău a été renommée « rue Eugen Doga ».

## Médailles et décorations
En reconnaissance de ses mérites dans le domaine de la composition, Eugen Doga s'est vu attribuer de hautes distinctions d'État de Moldavie, ainsi que de l'URSS, y compris les titres d'honneur suivants : lauréat du prix de Komsomol « Boris Glăvan » de Moldavie (1973), maître ès arts de la RSS moldave (1974), lauréat du prix d'État de la RSS moldave (1980), lauréat du prix d'État de l'URSS (1984), artiste du peuple de la RSS moldave (1984) et artiste du peuple de l'URSS (1987).
En 1972, il a obtenu la Coquille d'argent au Festival international du film de Saint-Sébastien pour la musique du film Les Leoutars (Lăutarii), et en 1976, la Coquille d'or, pour la bande sonore du film Les Tsiganes montent au ciel.[réf. nécessaire]
En 1997, Eugen Doga a reçu l'ordre de la République et, en 2000, l'ordre de l'Étoile de Roumanie en grade d'officier. En 2008, il a reçu l'ordre du Mérite pour la Patrie de IVe classe décerné par la fédération de Russie, la médaille Mihai Eminescu et la médaille d'or de « l'Homme du XXe siècle » (États-Unis, 1998).
Le 30 décembre 1992, le compositeur Eugen Doga a été élu membre titulaire de l'Académie des sciences de Moldavie. L'Institut national de la cinématographie de Moscou lui a accordé le titre de Docteur honoris causa. L'année 2007 a été décrétée par les autorités de Moldavie comme l'Année Eugen Doga.
En 2007, Prix OMPI de la créativité à l’occasion de son 70e anniversaire, en reconnaissance de sa magistrale carrière musicale.
Le 26 août 2008, le président de Moldavie Vladimir Voronine, lui a accordé le prix d'État pour l'année 2008 et le titre de « lauréat du prix d'État » pour l'année 2008, « pour sa contribution exceptionnelle au développement de l'art musical national et universel ».
Le 26 mars 2014, le président roumain Traian Băsescu, a décerné à Eugen Doga l'ordre de la fidélité en service (en) avec le grade de grand officier. « Ronald Reagan la considérait la meilleure valse du siècle », est écrit dans une circulaire du Centre de promotion et communication de FIE Iaşi,.

## Filmographie

### Films documentaires
- 1971 : Chișinău-Chișinău (Telefilm-Chișinău)

### Films de fiction
- 1967 : À la recherche d'un gardien
- 1968 : Mariage au palais
- 1969 : Seul devant l'amour
- 1969 : Dix hivers pour un été
- 1970 : La Pente
- 1970 : Le Corps à corps
- 1971 : Explosion à retardement
- 1971 : Les Leoutars
- 1971 : La Tourmente rouge
- 1971 : L'Été du soldat Dedov
- 1972 : Soleil levant
- 1972 : Maison pour Séraphin
- 1972 : Encoches pour la mémoire
- 1974 : L'Onde verte
- 1974 : La Colère
- 1974 : La Durée de la journée
- 1975 : Les Tsiganes montent au ciel (Mosfilm)
- 1977 : L'Histoire de prince charmant
- 1977 : C'est à qui mieux mieux (1977)
- 1978 : La Voiture à cheval (s/m)
- 1978 : Un accident de chasse (Mosfilm)
- 1979 : Je veux chanter
- 1983 : Anna Pavlova (Mosfilm)
- 1985 : Vent sauvage
- 1986 : Lucifer
- 1996 : La Reine Margot, feuilleton télévisé
- 2001 : Le Lit de Procust

## Musique de ballet
- Lucifer - ballet en 8 tableaux, le livret d'Emil Loteanu d'après le poème homonyme de Mihai Eminescu (1983)
- Venancia - composé en 1989, ce ballet est commandé par le ministère de la Culture de l'URSS, le livret écrit par le journaliste et écrivain Lev Novikov. Il n'a jamais été adapté sur scène.

## Musique vocale de chambre
- Ochiul tău iubit (Tes yeux adorés) - cycle vocal de six romances, paroles de Mihai Eminescu (en roumain)
- Les Mystères de la nuit
- Le Désir
- Si je voulais une fleur
- Par dessus les sommets
- Tes yeux adorés
- Ô, reste encore (1984)
- Prière
- Que les étoiles éclairent - romance pour voix et piano (en roumain) (2001)

## Galerie

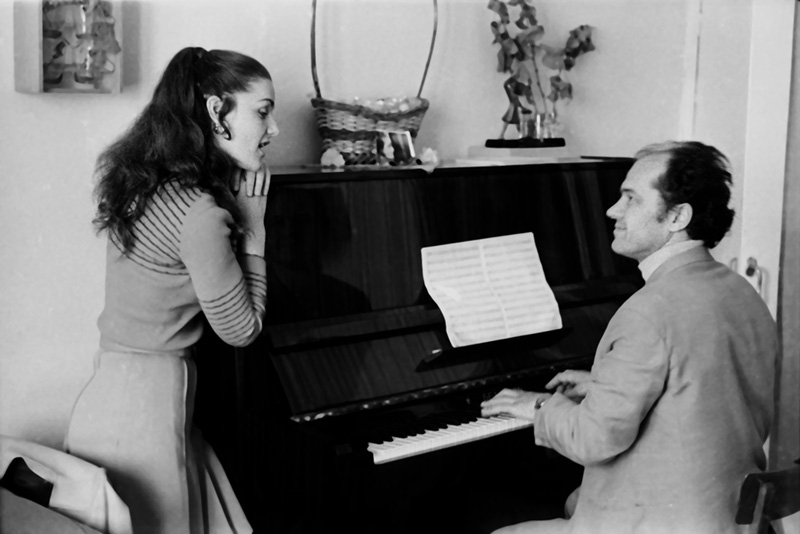
La chanteuse Nadejda Cepraga et Eugen Doga, 1972
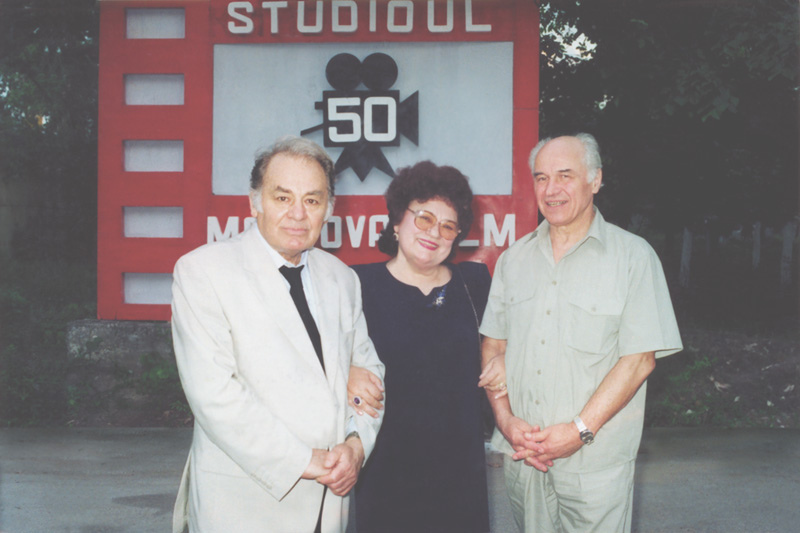
Emil Loteanu, Maria Biesu et Eugen Doga
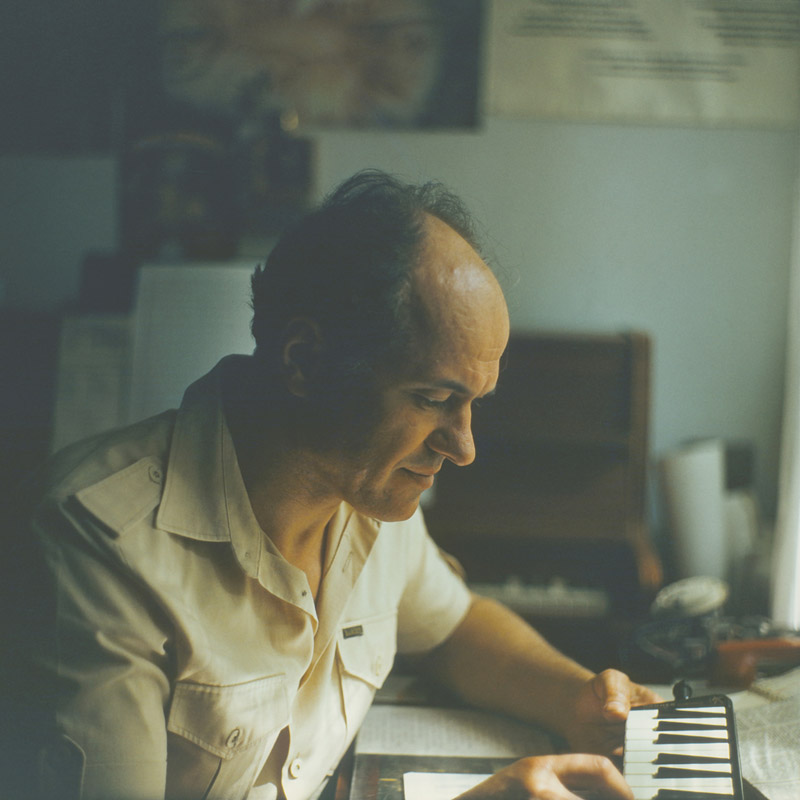
Eugen Doga chez lui, années 1980
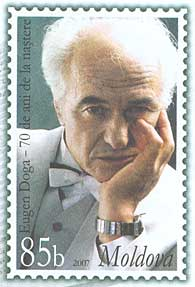
Eugen Doga représenté sur un timbre-poste de Moldavie.